# أصدقاء لأسبوع واحد
أصدقاء لأسبوع واحد (باليابانية: 一週間フレンズ。، بالروماجي:  Isshūkan Furenzu.) هي سلسلة مانغا يابانية من تأليف ماتشا هازوكي، نشرت من قبل سكوير إنكس في 21 يناير عام 2012 حتى  22 يناير 2015، في مجلة Gangan Joker،  وتكون من 7 مجلدات، إنتجت إلى أنمي تلفزيوني من قبل استوديو برينز بيس، عرض الأنمي في 6 أبريل عام 2014 حتى 22 يونيو عام 2014،  وتكون 12 حلقة. .

## القصة
الأنمي يتحدث عن فتاة اسمها فوجيميا تعاني من مشكلة في ذاكرتها بسبب حادث سير تعرضت له عندما كانت صغيرة، ففي كل يوم اثنين يتم مسح كل الأوقات الممتعة أو ما يتعلق بأصدقائها من ذاكرتها، لهذا السبب تتصرف ببرود تجاه الجميع و تتجنب تكوين الصداقات و تكون دائماً وحيدة، لكن فتى اسمه هاسي يحبها ويطلب منهاأن تصبح صديقته، فترفض في البداية، لكنهما يصبحان صديقان مقربان بعد أن يقترح عليها هاسي كون استخدام مذكرة تكتب فيها كل ما يحدث معها يوميا فتأخذ بنصيحته وشيئاً فشيئاً تتغلب على مشكلة ذكرياتها

## الشخصيات الرئيسية
- هاسي كون

هو فتى لطيف وخجول و فظيع بالرياضيات
- كيريو كون

صديق هاسي وهو بارد جدا لكنه طيب ويساعد هاسي دائما
- فوجيميا كاوري

تبدو باردة وقاسية لكنها في الحقيقة لطيفة جدا وجيدة جدا في مادة الرياضيات وتتغلب على مشكلة ذاكرتها بمساعدة هاسي
- ساكي تشان

فتاة لطيفة كثيرة النسيان وقد عانت في طفولتها كثيرا بسبب هذا

## وصلات خارجية
- One Week Friends Official manga website (باليابانية)
- One Week Friends Official anime website (باليابانية)
- أصدقاء لأسبوع واحد على موقع ANN manga (الإنجليزية)